# Le Brébant
Pour l’article ayant un titre homophone, voir Brébant.
Le Brébant est un café-restaurant parisien situé 32 boulevard Poissonnière, Paris 9e. Fondé en 1865, il fut célèbre pour les dîners qu'y organisaient des personnalités et des membres de l'élite intellectuelle et artistique parisienne.

## Histoire duBrébant

### 1865: les débuts duBrébant
À son adresse, boulevard Poissonnière, un hôtel — l'hôtel Dezègre — puis une série de cafés se sont succédé : le Café des Grands Hommes, le Café Mathon, le Café d'Allez. En 1865, naît enfin l'hôtel-restaurant Brébant.
Paul Brébant, qui a donné son nom à l'établissement, est un chef-cuisinier renommé. En 1869, Hippolyte Poulain, le secrétaire de la Goguette du Poulet sauté, parle ainsi de lui dans un article : « Brébant, le maître-queux, le général en chef des restaurants ».

### 1871: une médaille en l'honneur du restaurateur Brébant
Après les sièges de Paris en 1870-1871, d'heureux épicuriens habitués des tables de chez Brébant ont fait frapper une médaille en son honneur. Car ce restaurateur les a régalés durant les sièges de 1870-1871. Ce dont s'indigne Jean Jaurès dans son Histoire socialiste de la Révolution française. Cette médaille offerte au restaurateur Brébant par un petit groupe de célébrités parisiennes au nombre desquelles Théophile Gautier, Edmond de Goncourt et Ernest Renan porte à l'avers le texte suivant : « Pendant le siège de Paris, quelques personnes ayant accoutumé de se réunir chez M. Brébant tous les quinze jours ne se sont pas une fois aperçues qu'elles dînaient dans une ville de deux millions d'âmes assiégées 1870-1871 ».

## Dîners artistiques et littéraires duBrébant
Les noms de plusieurs d'entre eux ont été conservés.

### Le dîner Bixio
En 1856, l'agronome et homme politique français d'origine italienne Jacques Alexandre Bixio fonde le dîner des gens d'esprit, vite renommé dîner du Vendredi, qui réunit chaque premier vendredi du mois au Philippe, rue Montorgueil, un cénacle de vingt écrivains, artistes, scientifiques, ou hommes politiques, parmi lesquels Alexandre Dumas et Delacroix. Après la mort de Jacques Alexandre Bixio en 1865, il est organisé par son fils Maurice et son gendre Camille Depret, et renommé dîner Bixio en mémoire de son fondateur. Il s'installe ensuite au Brébant, où il se tient jusqu'à son déménagement au Café Anglais en 1892.
Auguste Lepage parlant de ce dîner écrit en 1884 : « ce dîner ne réunissait que de grandes individualités appartenant à la finance ou à l'industrie. Mais M. Bixio était un éditeur intelligent et un lettré ; toutes les sommités de la science, de la littérature et de l'art firent partie du dîner, qui devint une succursale de l'Institut. » Il ajoute que le prestige de ses membres fait que le dîner Bixio est familièrement appelé : le dîner académique.
Le nombre de membres est fixé à vingt. À la mort de l'un d'entre eux, son successeur est coopté à l'unanimité. Le vote a lieu à l'aide de haricots : un haricot blanc signifiant approbation, un rouge signifiant un veto. L'un des convives, Jules Claretie, rapporte une succession difficile le 6 janvier 1882 :  pour départager Ludovic Halévy et Jean-Léon Gérôme, tous deux acceptés par le groupe, se tient un vote remporté par Gérôme.
Le dîner Bixio maintient parmi ses convives un équilibre entre hommes de lettres et hommes d'influence dans les institutions politiques, économiques, ou culturelles. ce qui en fait un lieu de rencontre des élites parisiennes.

### Le dîner Magny
Pendant l’Occupation, à Paris, Simone de Beauvoir évoque les dîners Magny. Dans ses mémoires, elle rapporte :

« Il semble que Paris soit vraiment mal ravitaillé. [...] Je pense aux dîners de Magny, chez Braibant [sic], pendant le siège de Paris. »

### Le dîner du Bœuf nature
Auguste Lepage écrit en 1884 à propos du dîner du Bœuf nature : « Ce dîner a un titre tout naturaliste, il n'est donc pas étonnant que M. Zola et ses disciples en aient fait partie. Il existe depuis 1864, mais à cette époque il n'avait pas l'importance qu'il a acquise depuis et ensuite reperdue. On se réunit au café Procope, ensuite chez Laffitte, rue de Taranne — aujourd'hui boulevard Saint-Germain. Vers 1876 on retourna au Procope que l'on quitta tout à fait pour aller s'échouer chez Brébant. »

### Le dîner du Canard aux navets
Le dîner du Canard aux navets était une société festive, culturelle et littéraire qui réunissait tous les mois durant une partie du XIXe siècle un groupe significatif de représentants de l'élite intellectuelle et artistique parisienne.
Félix Ribeyre parle du diner du Canard aux navets dans la biographie qu'il a consacré à son ami le caricaturiste Cham : « Mais ceux qui ont eu la bonne fortune de voir Cham dans tout l'épanouissement de sa verve éclatante, dans toute l'expansion de sa fantaisie intarissable, ce sont les convives d'un diner qui avait lieu tous les mois chez Brébant, sous la dénomination de diner du Canard aux navets. […] On s'était préoccupé tout d'abord de l'organisation du dîner, sauf à le baptiser plus tard. Mais le titre fut trouvé dès le premier dîner. […] À la première réunion qui eut lieu chez Brébant, il improvisa la fable suivante, intitulée : les Deux Canards  […] Ajoutons qu'à tour de rôle chacun des convives devait raconter une histoire, un conte si l'on aime mieux; lorsque le tour de Cham arrivait, on pense si l'on passait un joyeux quart d'heure autour de la table du dîner du Canard aux navets. »

### Le dîner des Parisiens
Il s'agit d'une société de jeunes artistes habitués des guinguettes du bord de la Marne. Elle a été fondée par deux artistes : le peintre Jean Desbrosses, élève d'Antoine Chintreuil, et le poète Léon Duvauchel.
« Pour faire partie des Parisiens, il faut être né à Paris. L'hiver, la tribu quitte les rives de la Marne pour le boulevard et tient ses séances chez Brébant » écrit Auguste Lepage en 1884.

### Le dîner des Poètes ou dîner del'Homme à la Bêche

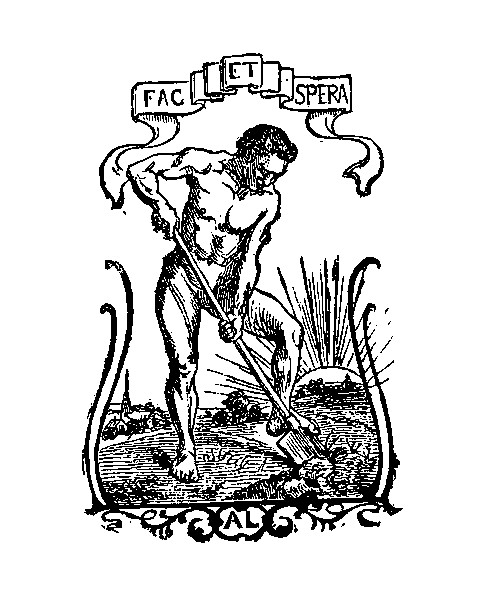
L'Homme à la Bêche.

Auguste Lepage écrit en 1884 : « Le dîner des Poètes a lieu tous les mois, chez Brébant, on le nomme plus souvent le dîner de l'Homme à la Bêche, à cause du bonhomme simplement vêtu de cet instrument aratoire qui orne la couverture des livres sortant de la maison Lemerre. Ce dîner réunit les rimeurs publiés par Lemerre […] »

### Le dîner des Quatre Saisons
Le dîner des Quatre Saisons compte parmi ses habitués beaucoup de célébrités. Il réunit des artistes. C'est le groupe des amis du peintre Charles-François Daubigny qui a fondé cette réunion artistique. Le fils de Charles-François Daubigny, Karl Daubigny, en est le président.

### Le dîner des Rigobert
Il existait aussi des réunions d'artistes baptisées le dîner des Rigobert. Fondé en 1878, le dîner des Rigobert se réunit d'abord chez Brébant, puis chez Noël, passage des Princes. Le nom pittoresque de ce dîner a pour origine qu'en cherchant comment le nommer on ne trouvait pas, lorsqu'on s'aperçut que le saint du jour était Rigobert. Le nom fut aussitôt adopté.
En 1884, Auguste Lepage écrit à propos des Rigobert, : 
« Les dîners des Rigobert sont très gais ; on y dépense beaucoup d'esprit, on y dit pas mal de bêtises et jamais on ne s'occupe de choses sérieuses, ce qui est le comble de l'esprit. Si, par hasard, une question grave est imprudemment mise en circulation, elle est aussitôt étouffée sous les rires et les plaisanteries. »

### Le dîner des Spartiates
Sous le Second Empire, le dîner présidé par Sainte-Beuve, porte son nom. Pour faire partie des Spartiates il faut être reçu à l'unanimité, ce qui n'est pas toujours facile. Les réunions sont mensuelles.

### Le dîner de la Vrille
Ce dîner a été fondé en 1879, et la première réunion a eu lieu chez Notta, le 22 avril de la même année. En 1884, il est précisé par Auguste Lepage que le dîner a lieu le 22 de chaque mois chez Brébant. Les cartes de convocation sont ornées d'une eau-forte encadrant un quatrain ou un sonnet. Pendant la belle saison, on[Qui ?] se réunit au Bas-Meudon, mais, du 15 juin au 15 septembre, les artistes étant en villégiature, les réunions sont suspendues[réf. souhaitée].
Le dîner de la Vrille ne compte que quarante membres qui s'intitulent, jeunes. Pour en faire partie il faut être peintre, graveur, sculpteur, architecte, littérateur ou musicien ; c'est une condition qui n'admet pas d'exception[réf. souhaitée].

#### Sources primaires
- Jules et Edmond de Goncourt, Journal.
- Bloc-Notes Parisien, Le dîner des Spartiates, Le Gaulois, 17 février 1888, p. 1, 5e et 6e colonnes.
- Jules Claretie Souvenirs du dîner Bixio, 229 p., préface de Georges Claretie, Eugène Fasquelle éditeur, Paris 1924.
- Auguste Lepage, Les Dîners artistiques et littéraires de Paris, Bibliothèque des Deux-Mondes, Frinzine, Klein et Cie, éditeurs, Paris, 1884.

#### Études
- Robert Baldick, Les Dîners Magny, Paris, Denoël, 1972 (lire en ligne).
- Joëlle Bonnin-Ponnier, « La vie littéraire chez les Goncourt », sur ish-lyon.cnrs.fr (consulté le 1er septembre 2020).
- Anne Martin-Fugier, « Convivialité masculine au XIXe siècle : les dîners Bixio et Magny », Cairn-Info,‎ mars 2007 (lire en ligne, consulté le 1er septembre 2020).
- Anne Martin-Fugier, « Les cercles, clubs et salons », dans Vincent Duclert et Christophe Prochasson (dir.), Dictionnaire critique de la République, Flammarion, 2002, p. 475-480.